# Calle de Carruana
La calle de Carruana es una vía pública de la ciudad española de Sagunto.

## Descripción
La vía discurre desde la calle de Ordóñez hasta la de la Compositora Matilde Salvador, junto a la de Bravo. Debe el título a una familia que tuvo propiedades en el lugar. Aparece descrita en el Nomenclator de las calles, plazas y puertas antiguas y modernas de la ciudad de Sagunto (1901) de Antonio Chabret y Fraga con las siguientes palabras:

Carruana (calle de). Tiene su entrada por la calle de Ordóñez y salida á la de la Ollería. Según se ha dicho en la calle de Bravo, esta denominación proviene de la familia que urbanizó hace pocos años un huerto de su propiedad.
(Chabret y Fraga, 1901, p. 44)